# Maranhão
Maranhão (portugisiskt uttal: [maɾɐˈɲɐ̃w] ( lyssna)) är en av Brasiliens delstater och ligger i den nordöstra regionen av landet. Delstaten gränsar till de tre brasilianska staterna Piauí, Tocantins och Pará, samt av Atlanten. Huvudstaden är São Luís. Några andra viktiga städer i Maranhão är Açailândia, Bacabal, Caxias, Codó, Imperatriz, Paço do Lumiar, São José de Ribamar och Timon. Staten har 3,4% av den brasilianska befolkningen och producerar endast 1,3% av landets BNP.
Med en yta på 329 651,495 km² och 217 kommuner är det den näst största delstaten i Nordostregionen och den åttonde största i Brasilien. Den har en befolkning på 7 010 960 invånare (IBGE, 2024)

## Geografi
Genom Maranhão rinner flera floder, däribland Tocantins, Gurupi, Parnaíba, Pindaré, Mearim och Itapecuru.

## Landskap
Landskapet är ganska plant och cirka 90% av ytan befinner sig under 300 meter över havet.

## Klimat
Större delen av staten har ett tropiskt klimat med regn endast under årets första månader. Klimatet i västra Maranhão påverkas mer av det ekvatoriala klimatet med höga temperaturer och något mindre nederbördsmängder.

## Ekonomi
Ända till och med in på 1800-talet var ekonomin i Maranhão en av de bästa i landet men efter Amerikanska inbördeskriget gick en viktig del av bomullsexporten förlorad och ekonomin kollapsade. Inte förrän efter slutet av 1960-talet började Maranhão resa sig igen. Kommunikationerna förbättrades då bland annat järnvägen mellan Parauapebas och São Luís invigdes 1985. Itaquihamnen i São Luís, som är en av de djupaste och mest trafikerade hamnarna i Brasilien, underlättade också för industrierna.

## Etymologi
Det finns mer än en hypotes till hur namnet Maranhão uppkom. De mest accepterade teorierna är att namnet antingen gavs av urbefolkningen vid Amazonfloden innan européerna kom eller att det har någonting att göra med floden Marañón i Peru. Ändå finns det andra troliga betydelser till namnet såsom: stor lögn eller elakt skvaller. Namnet skulle också kunna betyda stort hav eller havet som är strömt.